# 카나메 마도카
카나메 마도카(일본어: 鹿目 まどか 가나메 마도카[*])는 2011년에 방영된 일본의 애니메이션 시리즈 《마법소녀 마도카☆마기카》의 타이틀 캐릭터이자 아케미 호무라와 함께 작품의 주인공으로 등장한다. 마도카는 평범하고 행복한 삶을 보내던 착하고 예의바른 14세 소녀였지만, 마법소녀가 되어야 할지 선택의 기로에 놓이게 된다. 마도카는 '마녀'로 불리는 초현실적인 괴물들에 맞서 사람들을 지키는 학교 선배 토모에 마미를 본 후부터 마법소녀가 되기를 원하게 된다. 《마법소녀 마도카 마기카 [신편] 반역의 이야기》에서 마도카는 마법소녀로 등장하여 나이트메어라는 새로운 괴물들과 싸운다. 마도카는 만화, 소설, 비디오 게임 등 대부분의 《마법소녀 마도카☆마기카》 관련 매체에 등장한다.
캐릭터 구성 당시 각본가 우로부치 겐은 작품의 주인공을 평소의 집필 스타일과 달리하여 "명랑하고 이상주의적인" 성격을 지닌 소녀로 구상했다. 아오키 우메는 자신의 만화 《히다마리 스케치》의 등장인물 유노를 바탕으로 마도카를 디자인했다. 마도카의 테마 색상은 흰색이었지만 분홍색으로 변경되었다. 또한 아오키는 마도카의 양갈래 머리 때문에 그리기 어렵다고 하기도 했다. 마도카의 성우는 유우키 아오이 (일본어)와 크리스틴 마리 카바노스 (영어)이다.
마도카는 2011년 뉴타입 아니메 어워즈에서 최우수 여성 캐릭터 부문 2위, 2013년 NHK에서 실시한 10대 애니메이션 히로인 투표에서 7위에 오르는 등 다양한 인기 투표에서 높은 순위에 올랐다. 마도카의 캐릭터성은 팬들과 평단으로부터 호평을 받았으며 비평가들은 마도카의 캐릭터성 변화와 작품 내 다른 캐릭터들과의 관계, 특히 아케미 호무라와의 관계를 호평했다. 그러나 마도카의 캐릭터성은 작품이 끝날 때까지 나약하고 발전이 부족한 모습으로 비판을 받았으며 한 평론가는 그녀가 더 큰 역할을 할 수 있었다고 평했다.

## 제작
2011년 TV 애니메이션 시리즈로 시작된 《마법소녀 마도카☆마기카》의 초기 기획 회의에서 각본가 우로부치 겐은 작품의 히로인이 "명랑하고 이상주의적인" 성격을 가진 소녀일 것이라고 상상했다. 마도카는 우로부치의 집필 스타일에 있어서 특이한 캐릭터로, 캐릭터 디자이너 아오키 우메의 스타일에 더 가깝다. 우로부치는 "자신 안에 존재하지 않는 이방인"을 표현하기 위해 아오키 우메의 만화 시리즈 히다마리 스케치의 주인공인 유노를 주인공으로 한 것처럼 초기 각본을 썼다. 처음에 우로부치는 아스미 카나를 마도카의 성우로 생각하고 있었다. 아케미 호무라나 미키 사야카 같이 우로부치 스타일에 가까운 작품의 다른 캐릭터들과는 다르게, 마도카의 성격은 특별히 "아오키 우메식 캐릭터"로 설계되었다. 우로부치는 처음에 '호무라가 마도카를 구하기 위해 노력하는 이야기'를 쓸 생각이었기 때문에 마도카와 호무라의 특징을 대조적으로 만들었다. 마도카의 생일은 시리즈의 초기 프로젝트 제안서 파일 생성 날짜인 10월 3일로 선택되었다.

### 디자인
마도카는 아오키 우메가 디자인했으며, 처음에는 아오키의 만화 《히다마리 스케치》의 주인공인 유노를 활용하여 원안을 디자인했다. 아오키는 원안의 일부를 과장하여 마도카를 디자인했다. 원래 마도카의 테마 색상은 시리즈 원안에서 우로부치가 제안했던 대로 흰색이었으나, 아오키는 캐릭터 디자인 당시 이것을 잊고 마도카의 색상을 분홍색으로 변경했다. 아오키는 캐릭터 디자인 면에서 마도카를 그리는 것이 미키 사야카와 사쿠라 쿄코를 그리는 것보다 어려웠으며, 특히 마도카가 묶은 양갈래 머리의 크기와 색깔이 달라서 "완전히 다른 인물인 것 같다."라고 말하기도 했다. 다른 마법소녀들과의 또 다른 차이점은 이야기에서 마도카가 마법소녀 의상으로 변신하게 된 것은 꿈에서 마법소녀가 등장했기 때문이라는 점이다. 이 때문에 드레스 디자인에는 프릴 등의 여러 장식이 추가되었다. 아오키는 전반적으로 동화적인 요소를 넣어서 매우 "귀여운" 마법소녀 복장을 디자인했다. 하지만 아오키는 마도카의 드레스가 전투에는 적합하지 않다고 말했다.
시리즈의 애니메이션 스튜디오 샤프트의 사장인 쿠보타 미츠토시는 캐릭터 디자인을 보고 나서 제작진이 새로운 스타일을 접하게 된 것이 좋은 일이라고 생각했다. 그러나 이는 애니메이션 제작 과정에 과제가 되기도 했다. 쿠보타의 말을 상기한 아오키는 자신의 스타일이 바로 마도카라는 캐릭터의 느낌을 살릴 수 있지만 직접적으로 반영될 것이라는 기대는 하지 않았다. 또한 애니메이션 제작진도 찢어진 옷, 큰 땀 방울, 이모티콘 등의 과장된 표현은 피하려고 노력했다.

아오키 우메가 그린 얼티밋 마도카 디자인

마도카의 여신 형태인 얼티밋 마도카도 아오키가 디자인했다. 아오키는 하얀색과 벚꽃을 기반으로 해서 의상을 디자인했으며, 머리는 더 길게 하고, 눈은 분홍색에서 금색로 바꿔서 신성함을 보여줬다. 얼티밋 마도카의 모습은 "무한한 시공간의 싸움으로 초진화한 궁극의 형태"로 묘사된다. 《마법소녀 마도카☆마기카 시작의 이야기》 가이드북에 따르면, 원래 얼티밋 마도카는 시리즈 초안에서 "하이퍼 얼티밋 마도카"로 불렸지만 나중에 "얼티밋 마도카"로 변경되었다고 한다.

### 성우
마도카의 성우는 유우키 아오이가 맡았다.  유우키는 애니메이트와의 인터뷰에서 작품의 기획과 마도카를 연기하는 데 최선을 다하던 것을 회상했으며, 작품이 많은 사람들이 즐길 수 있는 시리즈가 될 것이라고 생각했다.
마법소녀 마도카 마기카의 영어 더빙에서는 크리스틴 마리 카바노스가 마도카의 성우를 맡았다. 녹음 과정에서 카바노스는 자신의 배역을 과도하게 생각하지 않으려고 하다가 어려움을 겪었지만, 녹음을 계속하면서 놓아버리는 방법을 배우게 되었다.

## 작중 행적
마도카는 친절하고 다정한 14세 소녀로 평범한 가정에서 태어났다. 중학교 2학년이 된 마도카의 인생은 마법소녀로 변신시켜주겠다는 제안을 하는 마법 생물 큐베를 만나면서 바뀌게 된다. 자신에게 특별한 자질이나 재능이 없다 생각하는 마도카는, 학교 선배 토모에 마미가 마녀와 싸우는 것을 보고 마미 같은 마법소녀가 되기를 원하게 된다. 그녀는 싸움을 싫어하고 마법소녀들이 서로를 돕길 원한다. 마도카는 때로는 자신을 위험에 빠뜨리기도 하고 마법소녀들 사이의 내분이 일어날 때마다 괴로워하기도 한다. 마도카는 마미의 죽음을 보고서 마법소녀가 되는 것에 대해 확신이 서지 않는다. 이후 마법소녀가 되는 것의 대가를 알게 되면서 점점 더 주저하게 된다. 큐베는 마도카가 신이 될 수 있을 만큼 엄청난 잠재력을 가지고 있다고 말한다. 지금까지 마도카의 삶은 비교적 평범했고 비극적인 일을 겪은 적이 없었는데 이런 잠재력을 가지게 된 이유는 명확하지 않았다. 동급생 아케미 호무라가 마도카를 구하기 위해 반복적으로 시간을 되돌리면서 누적된 불행 때문이었다는 것이 이후에 밝혀진다. 마도카의 이러한 운명은 호무라가 시간을 되돌릴 때마다 더욱 악화되고 마력이 기하급수적으로 증가하게 된다.
원래 시간선에서의 마도카는 분홍색 드레스를 입었으며, 장미 가지처럼 생긴 활을 쏘는 마법소녀였다. 드라마 CD 〈Memories of You〉에서는 첫 시간선에서 빈 소원이 고양이 에이미를 구하는 것이었음이 밝혀졌다. 마도카는 호무라가 시간을 되돌릴 때마다 죽거나 구제의 마녀 크림힐트 그레트헨으로 변하게 된다. 시간이 되돌려질 때마다 마도카의 힘이 강해지면서 크림힐트 그레트헨의 힘도 같이 강해진다. 크림힐트 그레트헨은 싸움이나 갈등이 없는 천국을 만드려고 하는데, 그녀가 출현한다면 일주일 만에 지구상의 모든 생명은 사라지게 될 것이다. 마도카는 첫 번째 시간선에서도 발푸르기스의 밤ワルプルギスの夜 와르푸르기스노 요루[*]과 동귀어진할 수 있는 강한 힘을 가지고 있었다. 그 후 현재의 시간선에서는 가장 강력한 마법소녀가 될 가능성을 지니게 되었다. 결국 마도카는 자신을 구하기 위한 호무라의 노력을 알게 된다. 역사 속에서의 마법소녀들의 고통을 보고 마도카는 소원을 빌기로 결심한다. 마도카의 소원으로 과거, 현재, 미래를 포함한 모든 시간선의 모든 마법소녀들이 마녀가 되지 않게 된다. 마도카는 우주의 법칙을 소울젬이 절망에 휩싸여 검어지고 마법소녀가 죽게 되는 순간, 마도카가 나타나 마법소녀를 정화하는 것으로 바꾼다. 마도카가 소원을 빌자, 마도카는 얼티밋 마도카アルティメット・まどか 아루티미또 마도카[*] 라는 전능한 존재가 되었고 얼티밋 마도카가 되기 이전의 마도카는 세상에서 지워진다. 마도카를 기억하는 사람은 호무라와 희미한 기억만 남은 마도카의 남동생 둘뿐이다. 마도카는 원환의 이치円環の理 엔칸노 코토와리[*]라는 새로운 세계의 개념이 되었다. 원환의 이치에 흡수된 마법소녀들은 이전 시간선의 기억을 되찾는다.
《반역의 이야기》에서는 호무라가 얼티밋 마도카의 자리를 찬탈하면서 마도카는 인간으로서의 자아와 여신으로서의 자아로 분리되었고 순교자로서의 역할은 인큐베이터에게 맡겨지게 되었다. 호무라는 인간 마도카를 새로운 우주에 놓고 마도카와 친구들이 과거를 잊고 평범한 삶을 살 수 있게 하지만, 마도카는 마지막 순간에 기억을 되찾는다. 호무라와의 마지막 대화에서 인간 마도카가 여신 마도카와 다시 하나가 되고 호무라와 싸우게 되는 것은 시간 문제임이 암시된다.
마도카는 《극장판 마법소녀 마도카☆마기카 <발푸르기스의 회천>》의 주인공으로 돌아올 예정이다.

## 문화적 영향

### 인기
2011년, 마도카는 뉴타입 애니메이션 어워드에서 여성 캐릭터 부문 2위를 차지했다. 2012년에 열린 닛칸 스포츠 애니메이션 대회에서는 "여왕상"을 수상했다. 2013년에 "가장 모에"한 애니메이션 캐릭터로서 사이모에 토너먼트에서 우승하고, 그해 NHK 투표에서 애니메이션 히로인 톱 10 중 7위에 올랐다. 2014년에 아키하바라의 팬들은 마도카를 가장 좋아하는 분홍 머리 히로인으로 뽑았고, 2016년에는 5번째로 인기 있는 샤프트 히로인으로 선정되었다. 2018년에는 일본 도쿄 방송 텔레비전 아나운서 우가키 미사토가 마도카를 코스프레하기도 했다. 그녀는 《캐릭피디아》의 2016년 투표에서 가장 매혹적인 마법 소녀 캐릭터로 선정되었다.《구 랭킹》 유저들이 2018년에 뽑은 최고의 애니메이션 궁수에서는 6위에 뽑혔다. 2020년에는 《아니메!》의 투표에서 15%의 득표율로 최고의 마법 소녀 캐릭터로 선정되었던 것과 함께 《애니트렌딩 뉴스》 투표에서 2011년 겨울의 여성 애니메이션 캐릭터 중 베스트 2로 선정되었고, 그 해에서는 여성 캐릭터 중 베스트 8로 선정되었다.
마도카의 성우인 유우키 아오이는 마도카를 연기해서 2012년 세이유 어워드 여우주연상, 《뉴타입》 애니메이션상 여우주연상, 《닛칸스포츠》MIP 여자 성우상을 수상했다. 2019년 《아니메!》 에서의 아오이가 맡은 캐릭터 중 가장 좋아하는 캐릭터를 묻는 설문조사에서 마도카는 4위를 차지했다.

### 비평적 반응
마도카라는 캐릭터는 비평가들에게 호평을 받았다. 《루퍼》의 줄리엣 칸(Juliet Kahn)은 마도카가 "순진한 소녀에서 겁에 질린 장기말"로 바뀌는 과정을 좋아했으며 마도카가 자신의 힘을 깨닫고 절망적이던 세상을 더 나은 곳으로 바꾸는 장면에 대해 "이 때의 기세는 가장 본능적이어서 공포를 느끼던 시청자가 한 에피소드 만에 경외심을 가지게 만들었다."라고 했다. 《THEM Anime》의 애니메이션 평론가 제이콥 추로시(Jacob Churosh)는 "마도카를 쓸모없고 비겁하고 자존감이 낮고 잠자코 있기만 하는 소녀로 보기 쉽지만 우리는 그녀가 이런 절박함이 생소하며, 그녀가 자신의 태도에 뭔가 잘못된 것이 있다는 것을 아는 순간부터 마도카가 겁쟁이가 아니라는 것을 알게 된다"라고 했다. 존스는 친구에게 나쁜 일이 생겼을 때 우는 것만큼 작품 내내 지시를 듣기만 했다며 마도카를 비판했다. 《애니메 뉴스 네트워크》의 제임스 베킷(James Beckett)은 마도카가 대부분의 에피소드에서 수동적인 캐릭터였을 수 있지만 작품에서 다른 캐릭터들과 마도카의 깊고 복잡한 감정적인 공명이 마도카를 작품의 핵심으로 만들었다고 말했다. 같은 사이트의 작 베르트시는 마도카가 작품의 초반부에서 한 일이 별로 없다고 느꼈고 나중에 더 큰 역할을 할 것이라 믿었다. 그 후 그는 마지막 화에서의 강렬한 변신과 캐릭터 구축을 호평했다. 마도카라는 캐릭터가 이에 이르는 회차에서 겪은 일을 통해 자신에 대한 모든 자책을 끝내고 마법소녀에 대한 모든 생각을 더 크게 받아들인 것처럼 느꼈고 마도카를 작품을 시청할 때 만족스러운 감정을 들게 하는 "희망이라는 개념 그 자체"라고 불렀다.
마도카와 호무라의 관계도 긍정적인 평가를 받았다. 《아니메 뉴스 네트워크》의 제이콥 호프 채프먼은 마도카와 호무라 사이의 관계가 얼마나 강해졌는지 언급했으며, 이를 작품의 가장 큰 장점 중 하나라고 말하기도 했다. 제프 버크셔는 마도카와 호무라의 우정을 "깊고 애정어린" 것이라 표현했다. 《Neo》의 데이비드 웨스트는 우로부치가 "그들의 우정을 뒤집어 엎었다"고 말했다. 웨스트는 "단순히 친구를 돌리는 것보다 훨씬 더 복잡한 '반역'은 둘의 관계를 펀하우스의 거울 앞에 서게 합니다."라고 썼다. 《A Cycle, Not a Phase: Love Between Magical Girls Amidst the Trauma of Puella Magi Madoka Magica→하나의 단계가 아닌 순환: 《마법소녀 마도카☆마기카》 속 정신적 상처 한가운데에서 일어나는 마법소녀 간의 사랑》에서 케빈 쿨리는 호무라의 힘이 단순히 "마법소녀들의 사랑에 대한 은유"가 아니라 "말 그대로 마법소녀들 간의 사랑"이라고 주장한다. 그리고 마도카의 행동이 "큐베에게서 벗어나 여자들 사이의 사랑이 자유롭게 번영할 수 있는 세계"를 만든다고 썼다. 마도카의 성우인 크리스틴 마리 카바노스의 연기를 호평한 《팬덤 포스트》의 코리 세르자크는 마도카의 성우가 작품 초반에는 "중학생을 연기하는 어른"처럼 느껴졌지만 작품을 보면서 더욱 매력적이고 알맞는 목소리로 다가왔다고 말했다.

### 분석
제드 A 블루는 마도카가 모든 마법소녀들의 절망과 고통을 받아 천국으로 인도하는 장면에서는 마도카가 불교의 관세음보살 같았다고 한다. 블루는 마도카가 "자연의 힘이자 희망의 상징, 의식으로부터의 해방이자, 열반의 경지에 다다른 존재가 된다"라고 말한다. 이와 비슷하게, 마도카는 괴테의 파우스트에 나오는 등장인물 그레트헨과 비교되기도 했다. 블루는 "소녀들이 마녀가 되지 않도록 하려는 마도카의 의지는 파우스트를 천국으로 인도하려는 그레트헨의 의지와 유사하다. 마도카는 파우스트에서 그레트헨과 연관되어 있는 영원한 여성(Eternal feminine)의 신성한 원리인 마리아가 파우스트에게 한 것과 비슷하게 구세주이자 보호자로서의 역할 또한 맡는다."라고 설명한다.